# Mactra rochebrunei
Mactra rochebrunei is een tweekleppigensoort uit de familie van de Mactridae. De wetenschappelijke naam van de soort is voor het eerst geldig gepubliceerd in 1916 door Jousseaume Lamy.